# Jiří Král (pilot)
Nadporučík letectva Jiří Král (15. března 1910, Polanka nad Odrou – 8. června 1940, Monneville) byl československý vojenský pilot a první velitel československé vojenské skupiny v Polsku.

## Život
Jiří Král se narodil v osadě Janová, místní části Polanky nad Odrou. Nejprve se vyučil uměleckým slévačem a poté, co nebylo vyhověno jeho žádosti o přijetí do leteckého učiliště, vystudoval vyšší průmyslovou školu strojnickou v Ostravě - Vítkovicích, kde odmaturoval v roce 1930. Vojenskou prezenční službu nastoupil 1. října 1930 ke 2. leteckému pluku. Později byl převelen k 13. pozorovací letce 3. leteckého pluku v Košicích, kde byl jmenován pozorovatelem letcem.
1. února 1932 byl povýšen do hodnosti podporučíka a krátce poté, co byl březnu téhož roku propuštěn na trvalou dovolenou si podal žádost o přijetí do Vojenské akademie v Hranicích. Po jejím absolvování v hodnosti poručíka byl umístěn k 10. pozorovací letce v Nitře, kde byl jmenován pilotem letcem. Dále působil jako stíhací pilot ve Vajnorech, Hradci Králové a Kbelích. Mobilizace v září 1938 jej zastihla na pražských letištích 40. letky Leteckého pluku 4, kde sloužil již jako nadporučík na strojích Avia B-534. Na druhý pokus přešel 24. dubna 1939 do Polska a 1. května se coby služebně nejstarší z přítomných důstojníků stal prvním velitelem československé vojenské skupiny v Krakově. Poté, co tuto funkci převzal nejprve kapitán letectva Jan Veselý a po něm pak pplk. Ludvík Svoboda, stal se jeho pobočníkem.
Z Polska do Francie odplul Jiří Král transportem na lodi Chrobry 29. července 1939. Poté, co Francie 3. září 1939 vyhlásila válku Německu, prodělal v Chartres výcvik na letadlech Curtiss Hawk 75 a Bloch MB-152, na kterém poté létal jako bojový pilot. Dne 14. května 1940 sestřelil v boji nad belgickým městem Mettet německou těžkou stíhačku Bf 110. Posledním letištěm, kde Lt. Jiří Král sloužil, bylo Chavenay-Villepreux, kam byla jeho jednotka GC I/1 přemístěna 6. června 1940. Již 8. června podstoupil nerovný souboj s dvanácti stroji Messerschmitt Bf 109. Z hořícího letadla se mu podařilo vyskočit, ale neotevřel se mu padák. Na zem dopadl u vesnice Monneville a v nedalekém Marquemontu byl i nejprve pohřben. 13. prosince 1963 byly jeho ostatky přeneseny na československý vojenský hřbitov La Targette. Jeho hrob nese číslo 176.

## Posmrtná pocta
Portrét Jiřího Krále se objevil na československých známkách vytištěných ještě za války v Anglii v hodnotách 30 h a 3 Kč, v rámci tzv. Londýnského vydání.